# Caroline Weir
Pour les articles homonymes, voir Weir.
Caroline Weir est une footballeuse internationale écossaise, née le 20 juin 1995, à Dunfermline au Royaume-Uni. Elle évolue au poste de milieu de terrain et d'attaquant. Depuis 2022, elle joue au Real Madrid en Primera División.

## Carrière

### En club
Caroline Weir, dès l'âge de dix ans, est formée à Hibernian, le club de la ville d'Édimbourg.
En 2011, avec la réserve des Hibernians, elle remporte le prix de joueuse de l’année de la Scottish Championship (seconde division écossaise). En mai de cette même année, elle fait ses débuts avec l'équipe première en championnat d'Écosse (Premier League), contre Glasgow City.
En juillet 2013, après avoir quitté le lycée, elle rejoint le club anglais d'Arsenal, et évolue en Women's Super League. Le 9 octobre 2013, elle joue son premier match en Ligue des champions, contre le club kazakh du ZFK CSHVSM Kairat (victoire 7 à 1). Lors de cette campagne européenne, elle atteint les quarts de finale en ayant joué cinq matchs et inscrit un but.
Le 9 juillet 2015, à l'âge de 20 ans, elle quitte Arsenal pour rejoindre Bristol City.
Le 18 janvier 2016, elle signe à Liverpool.
Le 1er juin 2018, elle quitte Liverpool et rejoint Manchester City. Le 7 septembre 2019, elle inscrit l'unique but lors du premier derby contre Manchester United.
Le 5 mars elle remporte la coupe de la Ligue anglaise contre Chelsea, lors de la finale gagnée 3 à 1 Caroline Weir inscrit deux buts.
Elle signe au Real Madrid le 7 juillet 2022.

### En sélection
Caroline Weir connaît les sélections nationales dès son plus jeune âge, avec les équipes écossaises des moins de 15 ans, des moins de 17 ans et des moins de 19 ans.
Le 1er juin 2013, elle est sélectionnée pour la première fois en équipe nationale écossaise, à l'occasion d'un match amical, avec une victoire 2 à 3 contre l'Islande.
Le 13 septembre 2014, elle inscrit son premier but en sélection, lors d'une victoire 9 à 0 contre les Îles Féroé.
Elle participe au championnat d'Europe 2017, elle y dispute trois rencontres comme titulaire, et marque un but lors de la victoire contre l'Espagne 1 à 0. 
Caroline Weir apparaît ensuite sur la liste des joueuses sélectionnées pour participer à la Coupe du monde 2019 organisée en France.
Caroline Weir joue l'intégralité des trois matches de l'équipe écossaise, lors de la phase de groupes de la Coupe du Monde 2019.
Caroline Weir est sélectionnée avec l'équipe de Grande-Bretagne pour disputer les Jeux olympiques d'été de 2020 qui se déroulent à l'été 2021 au Japon. Elle participe aux trois matchs du premier tour puis au quart de finale perdu contre l'équipe d'Australie.

## Palmarès
- Hibernian
  - Vainqueur de la Coupe de la Ligue écossaise en 2011[15]
  - Finaliste de la Coupe d'Écosse féminine en 2011

- Arsenal
  - Vainqueur de la Coupe de la Ligue en 2013
  - Vainqueur de la Coupe d'Angleterre en 2014
  - Finaliste de la FA WSL Cup en 2014

- Manchester City
  - Vainqueur de la Coupe d'Angleterre en 2019
  - Vainqueur de la Coupe de la Ligue en 2019, 2022
  - Vice-championne d'Angleterre en 2019

- Real Madrid
- Vainqueur de la Copa Sentimiento en 2022[16].

### Distinctions personnelles
- Membre de l'équipe type de WSL en 2020.
- MVP de la Copa Sentimiento en 2022.
- Jugadora Cinco Estrellas Mahou du mois d'octobre 2022.

## Statistiques

### En sélection
Mise à jour : 30 août 2019 .
| Année | Matchs | Buts | Victoires | Nuls | Défaites |
| ----- | ------ | ---- | --------- | ---- | -------- |
| 2013  | 5      | 0    | 1         | 0    | 4        |
| 2014  | 6      | 1    | 1         | 2    | 3        |
| 2015  | 12     | 4    | 7         | 1    | 4        |
| 2016  | 7      | 0    | 3         | 1    | 3        |
| 2017  | 14     | 1    | 8         | 2    | 4        |
| 2018  | 11     | 0    | 7         | 1    | 3        |
| 2019  | 12     | 3    | 5         | 2    | 5        |
| Total | 67     | 9    | 32        | 9    | 26       |